# Mario Majstorović
Mario Majstorović (* 1. März 1977 in Korneuburg, Niederösterreich) ist ein österreichischer Fußballspieler auf der Position eines Abwehrspielers. Nach Jahren im Profifußball lässt er seine Karriere im unterklassigen Amateurfußball ausklingen und spielt aktuell (Stand: Saison 2024/25) beim ÖTSU Großmugl in der siebentklassigen 1. Klasse Nordwest. Darüber hinaus tritt er auch als Fußballtrainer in Erscheinung.

## Vereinskarriere
Der Fußballer mit kroatischen Wurzeln begann seine Karriere in der Jugend seines Heimatvereins SC Korneuburg. 1992 wechselte er in die Jugend des FK Austria Wien, bei dem er 1995 in die Kampfmannschaft aufstieg, jedoch lediglich zu einem Einsatz im Cup-Spiel gegen den SC Kundl kam. In Folge wurde er bis 1998 an mehrere Vereine verliehen, ehe er 1998 beim Floridsdorfer AC seinen Durchbruch schaffte. 
Nach einer erfolgreichen Saison in der Wiener Stadtliga bekam er 2003 ein Angebot des Grazer AK und wechselte zu Trainer Walter Schachner an die Mur. Mit den Grazern wurde er gleich in seiner ersten Bundesligasaison österreichischer Meister und ÖFB-Cupsieger. In der Sommerpause 2007, nach dem finanziellen Crash der Grazer, wechselte der Innenverteidiger zur Wiener Austria, wo er am 20. Juli 2008 sein erstes Tor in der österreichischen Bundesliga erzielte. Gegen den LASK Linz erzielte er per Weitschuss den Siegtreffer zum 1:0.
Im Sommer 2009 gab Majstorović seinen Wechsel zur Kapfenberger SV bekannt. Nach nur einem Jahr kehrte er den Steirern den Rücken und wechselte zu SC Columbia Floridsdorf in die Regionalliga Ost. Mit der Herbstsaison 2011 wechselte Majstorović zum Regionalliga Ost-Klub Wiener Sportklub, welchen er im Sommer 2012 wieder verließ und sich dem aufstrebenden Fünftligisten FC Rohrendorf/Gedersdorf zuwandte. Diese Zusammenarbeit beendete er allerdings wieder in der Wintertransferzeit und wechselte stattdessen zu seinem Bruder Dario in die Siebentklassigkeit zum FK Bockfließ, dem sein Bruder bereits seit Sommer des Vorjahres angehörte. Im Sommer 2013 wechselte er ins Burgenland zum SV Draßmarkt (Bezirk Oberpullendorf) in die II. Liga Mitte. Nach seiner Zeit im Burgenland wechselte Majstorović im Sommer 2016 zurück zu seinem Jugendverein, dem SC Korneuburg. Von diesem ging es im Sommer 2018 weiter zum ÖTSU Großmugl, bei dem er heute (Stand: 14. April 2025), mittlerweile 48-jährig, immer noch aktiv ist. Mit der Mannschaft errang er 2018/19 den Meistertitel in der achtklassigen 2. Klasse Donau und schaffte den Aufstieg in die siebentklassige 1. Klasse Nordwest. Nachdem er ab Jänner 2020 auch Co-Trainer der Mannschaft war, stieg er im Sommer 2023 zum Trainer auf, ist aber nach wie vor Stammspieler der Niederösterreicher.

## International
International wurde er – unter Pepi Hickersberger – ein Mal ins österreichische Nationalteam einberufen, kam jedoch beim Freundschaftsspiel gegen Malta am 7. Februar 2007 nicht zum Einsatz.

## Erfolge
- 1× Österreichischer Meister: 2004
- 2× Österreichischer Fußballcupsieger: 2004, 2009

## Verdacht der Spielmanipulation
Schlagzeilen machte Majstorović Mitte September 2013, als er vom BFV wegen angeblicher Spielmanipulationen während seiner Bundesligaprofikarriere suspendiert wurde. Sowohl Majstorović als auch sein Verein legten gegen das Urteil Protest ein und schalteten einen Anwalt ein.